# Randy Stonehill

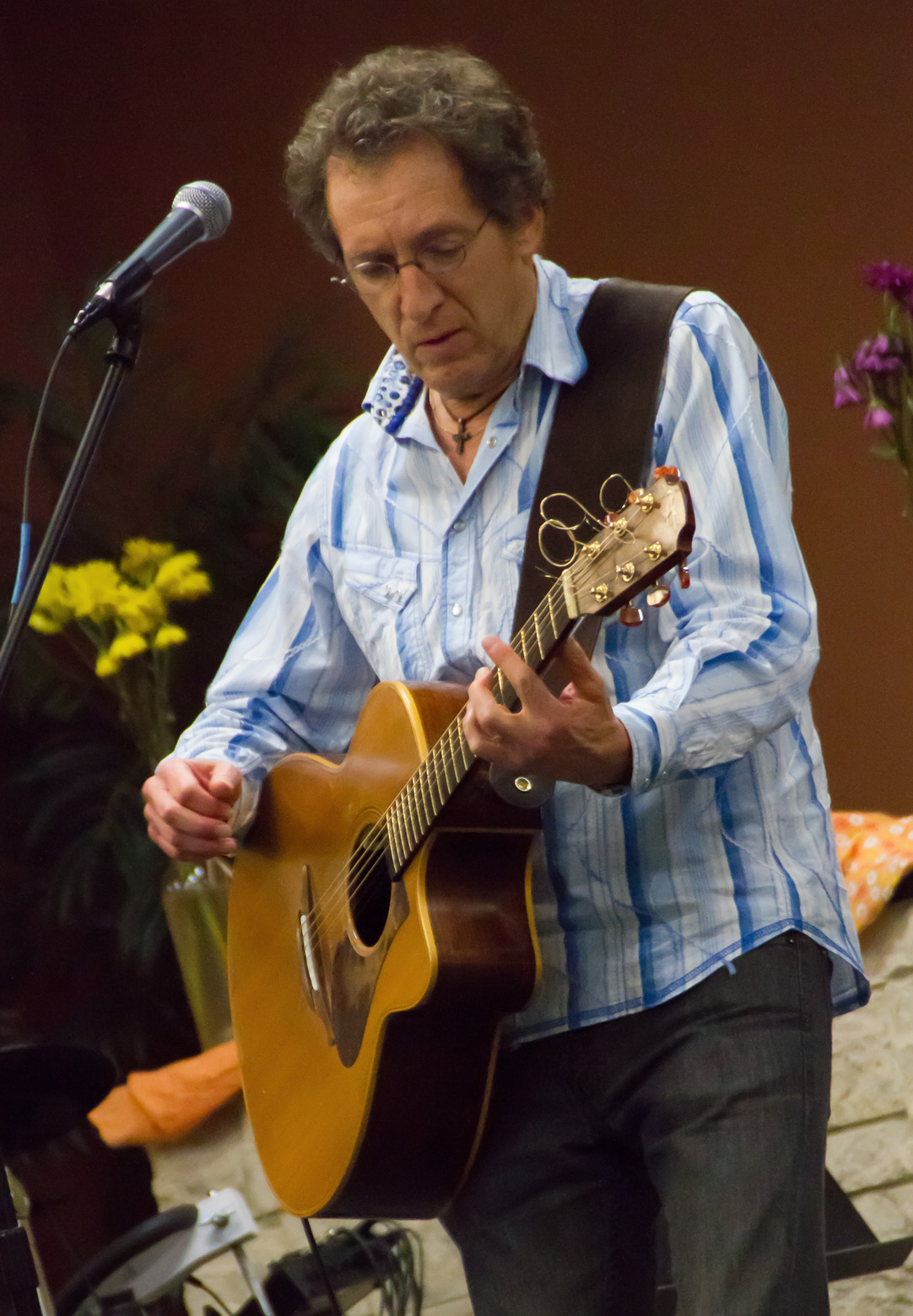
Randy Stonehill

Randy Stonehill (* 12. März 1952 in Stockton, Kalifornien) ist ein amerikanischer Sänger und Komponist. Er gilt als wichtiger Vertreter moderner christlicher Musik.
Sein erstes Album Born Twice wurde mit finanzieller Hilfe von Pat Boone 1971 veröffentlicht. Die Gesamtkosten sollen nur 800 Dollar betragen haben und Stonehill sagte darüber: „It sounds like every penny of it!“
Im Jahr darauf hatte Stonehill sein Debüt als Schauspieler im zweiten Teil von The Blob, Son of Blob (auch bekannt als Beware! The Blob). Im gleichen Jahr schrieb er zusammen mit Todd Fishkind und Keith Green das Lied Your Love Broke Through.
1976 veröffentlichte Stonehill sein bekanntestes, von Larry Norman produziertes Album Welcome to Paradise. Bei vielen Kritikern und Fans gilt es auch als sein bestes.
2001 nahm er als Uncle Stonehill das Album Uncle Stonehill's Hat für Kinder auf.

## Diskografie
- Born Twice, 1971
- Get Me Out of Hollywood, 1973
- Welcome to Paradise, 1976, produziert von Larry Norman
- Between the Glory and the Flame, 1981 Produziert von Terry Scott Taylor
- Equator, 1982, produziert von Terry Scott Taylor
- Celebrate This Heartbeat, 1984
- Love Beyond Reason, 1985
- Wild Frontier, 1986
- Can't Buy A Miracle, 1988
- Return To Paradise, 1989, produziert von Mark Heard
- Until We Have Wings, 1990 Livealbum, produziert von Mark Heard
- Wonderama, 1991, produziert von Terry Scott Taylor
- Stories, 1993, Best of Album Produziert von Terry Scott Taylor
- Lazarus Heart, 1995
- Our Recollections, 1996
- Thirst, 1999
- Uncle Stonehill's Hat Uncle Stonehill, 2001, produziert von Terry Scott Taylor
- Edge Of The World, 2002, mit Gast Auftritten von Larry Norman, Phil Keaggy, Annie Herring, Barry McGuire und anderen.